# Tärnö-Yttre Ekö naturreservat
Tärnö-Yttre Ekö naturreservat är ett av naturreservat på de två öarna Tärnö och Yttre Ekö i Hällaryds socken i Karlshamns kommun i Blekinge.  
Öarna ligger i  Hällaryds skärgård mellan Karlshamn och Ronneby. Reservatet omfattade före 2021 två reservat, ett på östra och nordvästra delen av ön (Tärnö I) omfattande 19 hektar, bildat 1980 och ett utmed sydvästra delen av ön samt den östra delen av ön Yttre Ekö (Tärnö II) omfattande 47 hektar och bildat 1988. 
Det sammanlagda reservatet omfattar 113 hektar och består av ekskog, hällmark och klapperstensfält ädellövskog, igenväxande betesmarker, före detta åkrar och sandstrand. På norra delen av ön finns en vacker hällmark med renlavsmattor inramade med kärlväxter i sprickorna, björk, en, nyponros, björnbär, ljung, bergven, kruståtel, bergsyra, träjon och stensöta. Mindre delar av ön har påverkats av stenbrytning.

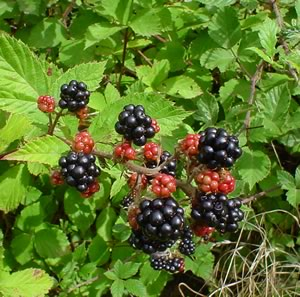
Björnbär

Naturreservatet ingår i EU:s ekologiska nätverk, Natura 2000.